# Мак-Леннан (округ)
Округ Мак-Леннан (англ. McLennan county) — округ штата Техас Соединённых Штатов Америки. На 2000 год в нём проживало 231 519 человек. По оценке бюро переписи населения США в 2009 году население округа составляло 233 378 человек. Окружным центром является город Уэйко.

## История
Округ Мак-Леннон был сформирован в 1850 году. Он назван в честь Нейла Мак-Леннона, одного из первых поселенцев будущего округа.

## География
По данным бюро переписи населения США площадь округа Мак-Леннан составляет 2746 км², из которых 2698 км² — суша, а 48 км² — водная поверхность (1,73 %).

### Основные шоссе
- Федеральная автострада 35
- Шоссе 77
- Шоссе 84
- Автострада 6
- Автострада 31
- Автострада 164

### Соседние округа
- Хилл  (север)
- Лаймстон  (восток)
- Фолс  (юго-восток)
- Белл  (юг)
- Корьелл  (юго-запад)
- Боске  (северо-запад)